# Yenny Barrios
Yenny Lucía Barrios Torbello (c. 1973) es una líder social venezolana de su comunidad en Carora, estado Lara. El 9 de septiembre de 2024, pocas semanas después de las elecciones presidenciales de Venezuela del mismo año, Yenny fue detenida por fuerzas seguridad. 

## Detención
El 9 de septiembre de 2024, pocas semanas después de las elecciones presidenciales de Venezuela del mismo año, Yenny fue detenida en su residencia en Carora por fuerzas seguridad. El 11 de septiembre fue presentada en tribunales, acusada de «terrorismo» y de «instigación al odio», y se ordenó su privativa de libertad.
La organización no gubernamental Movimiento Vinotinto y el Comité de Derechos Humanos del partido Vente Venezuela exigieron atención médica para ella y su liberación inmediata.Elisa Trotta, ex embajadora de Venezuela en Argentina, también condenó la detención de Yenny y pidió su libertad.

## Vida personal
Yenny es paciente oncológica y fue intervenida quirúrgicamente poco antes de su encarcelamiento. Sus familiares han expresado temor por su estado de salud por el mismo motivo.